# Гани
Гани (пол. Gany) — село в Польщі, у гміні Жулкевка Красноставського повіту Люблінського воєводства.
Населення — 137 осіб (2011).
У 1975-1998 роках село належало до Замойського воєводства.

## Демографія
Демографічна структура станом на 31 березня 2011 року:
|          | Загалом | Допрацездатний вік | Працездатний вік | Постпрацездатний вік |
| -------- | ------- | ------------------ | ---------------- | -------------------- |
| Чоловіки | 72      | 14                 | 41               | 17                   |
| Жінки    | 65      | 8                  | 26               | 31                   |
| Разом    | 137     | 22                 | 67               | 48                   |